# 含附加符號的英文字詞
在英語中，某些單詞中的字母會有附加符號，大部分是從法語、西班牙語和德語等傳來的外來語，也有少部份是原有英語詞根。除了由人名命名的地方名，專有名詞通常不會計算在內。

## 從其他語言借用的字詞
當外語字詞進入英語時，要經過「英語化」，這個過程不斷在發生（類似的變化亦會在其他外語發生），而此過程往往省略了一些空格和原文的附加符號（例如 à propos 的空格和附加符號會被刪去，變成 apropos ）。多數這些外來語會有含或不含附加符號兩種版本。由於現代字典主要功用大都是標示解釋，所以不會標示舊的拼法。雖然有寫字的正確拼法應該是含附加符號的（由牛津英語詞典和其他字典提到，例如 soupçon 及 façade ），很多字典採用不含附加符號的拼法。
保留一些字的附加符號時大多用作標示讀音（例如 frappé 、 naïve 及 soufflé )，或是分別原本沒有附加符號的英文字（例如 exposé/expose 、 résumé/resume 及 rosé/rose )。某些行業的專業名詞（大多為烹飪或音樂）大多不會略掉附加符號（例如法語的 soupçon 、 façade 及 entrée）。
某些包含字母「ñ」的西班牙語詞語多數被化成了「ny」（例如 cañón 化成 canyon ， piñón 化成 pinyon ）。某些字例如 piñata 、 jalapeño 和 quinceañera 則不會改變。取代「ñ」的就是沒有任何附加符號的「n」。源自德語的詞語，含有分音符的字母「ä、ö、ü」可能會被寫成「ae、oe、ue」。某些第二次世界大戰的報紙把 Führer 印成 Fuehrer 。然而，帶分音符的字大多數省去兩點，沒有「e」在後面。
某些時候，附加符號會被加到原本沒有附加符號的外來詞語，用作分辨外來語的讀音，來自西班牙語的 maté 和 animé 就是其中的例子。有時亦有矯枉過正的情況出現，某些錯加附加符號的字詞會被誤認爲是正確拼法。例如意大利語的 latte ，字母「e」上常常會被加了一個附加符號，變成 latté 或 lattè 。在意大利語中，附加符號（絕大部分情況為重音符）是用作標示最後一個音節為重音。 Latte 的重音是第一音節，不用任何附加符號。但是，這常常與法語的 café 和意大利語的 caffè 做成混淆。

## 英語源的字詞
在某些情況，附加符號不是從外語借用，而是英語本身的字詞。這種做法多數用於標記讀音，例如「ö」，用於某些字的變體拼法，例如 coöperation （原本是法語 coopération 的「é」）和 coöperative （例如Harvard/MIT Coöperative Society）。
尖音符和重音符偶然用於詩詞創作，來分辨清楚韻律和音節的含糊之處：
- 尖音符大多用作分辨同形字（ rébel 或 rebél ），或是標示一個非標準的重音（ caléndar ）。
- 在英文散文中，重音符大多標示一個平時不會發聲的音節，變成發聲的音節（ cursèd 、 parlìament ）。

附加符號有時會因為市場需要，令該字「看起來是外語」，例如外國品牌和Metal Umlaut樂隊。在文學界中較明顯的例子是Brontë家族，分別有含和不含附加符號兩個版本。

## que在法語、西班牙語和葡萄牙語中的變音符號
在這三種語言中，某些人會把que直接撮寫。由於q在法語和西班牙語均有使用，所以他們把que撮寫成q̃，而葡萄牙語也跟隨兩國，也把que撮成q̃。

## 地區差異
附加符號在加拿大較常用，他們大多留下法語拼法，例如 café 、 Montréal 、 née 、 Québec 和 résumé中的「é」。

### 列表
- 源於國際的英文字詞列表（英语：Lists of English words of international origin）
- 源於法語的英文字詞列表（英语：List of English words of French origin）
- 英語中的法語詞彙列表（英语：French phrases used by English speakers）
- 英語中的德語表達式列表（英语：List of German expressions in English）
- 源於西班牙語的英文字詞列表（英语：List of English words of Spanish origin）